# Румпо
Ру́мпо (ест. Rumpo küla, швед. Rumpo) — село в Естонії, у волості Вормсі повіту Ляенемаа.

## Населення
Чисельність населення на 31 грудня 2011 року становила 23 особи.

## Географія
Село розташоване на південному узбережжі острова Вормсі. Від населеного пункту на південний схід приблизно на 3 км простягається півострів Румпо (Rumpo poolsaar).
Через село проходить автошлях 16132, що з'єднує Румпо з волосним центром Гулло.

## Пам'ятки природи
На півострові Румпо і прилеглих островах діє зона цільової охорони, що належить до ландшафтного заповідника Вормсі.